# Estanislau Soler i Rafart
Estanislau Soler i Rafart   (Bassella, 1945), més conegut com a Estanis Soler, és un empresari, col·leccionista i propietari de museus de motocicletes català. Antic pilot de motocròs i enduro, és fill del conegut col·leccionista i restaurador de motocicletes Màrius Soler i germà de Toni Soler, un dels millors pilots catalans d'enduro en el seu moment. Actualment, presideix la Fundació Mario Soler, entitat administradora dels museus de la moto de Bassella i de Barcelona (creats a partir de la col·lecció iniciada pel seu pare i ampliada per ell i el seu germà Toni).
El gener del 2020, la Federació Catalana de Motociclisme li concedí, juntament amb Pere Pi, Josep Isern i Oriol Puig Bultó, el premi Legends en reconeixement de la seva trajectòria motociclista.

## Trajectòria

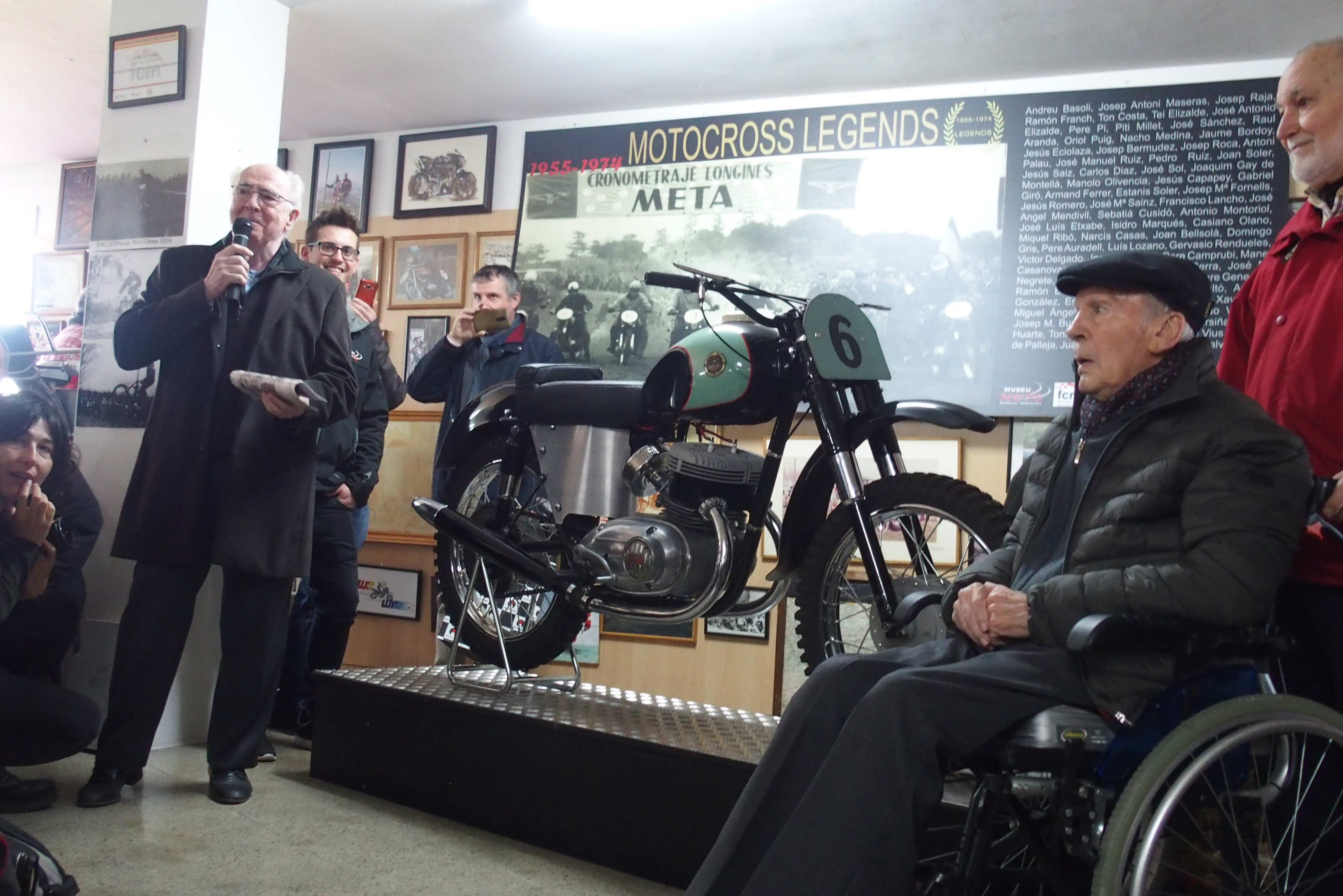
Amb el micròfon, en un acte d'homenatge a Andreu Basolí el 2018

Estanis Soler aprengué a pilotar motocicletes a 8 anys, tot practicant amb la "Soler Ràpida", una motocicleta infantil que li va construir el seu pare partint d'un motor Iresa de 50 cc. Un cop amb edat de competir, començà a destacar en curses de motocròs, arribant a ser-ne un dels principals especialistes catalans durant les dècades de 1960 i 1970. Tant ell com son germà Toni esdevingueren pilots oficials de Bultaco, equip amb el qual competiren als campionats estatals de motocròs i -especialment, en Toni- d'enduro, aleshores anomenat Tot Terreny. Si bé fou Toni qui més èxits esportius aconseguí dels dos, Estanis arribà a dirigir els equips de competició de la marca (concretament, era el responsable de la logística, secretaria i comunicació del departament de competició de Bultaco).
Com a curiositat, Estanis guanyà també una cursa d'automobilisme, concretament la Pujada a Engolasters (Andorra) de 1968, on obtingué la victòria amb un cotxe de Fórmula IV que havia construït el seu pare (amb motor Bultaco regalat per Paco Bultó).
A banda de competir activament, Estanis Soler participà en l'organització d'esdeveniments esportius des dels 15 anys, ja que juntament amb son germà Toni dirigí les curses de motociclisme de primer ordre que organitzava el Moto Club Segre, fundat pel seu pare. Més tard, tots dos varen fundar l'empresa d'equipament esportiu per a motociclistes Clice, marca de referència durant les dècades de 1970 i 1980 en el sector del fora d'asfalt.